# Rachel Jarry
Pour les articles homonymes, voir Jarry.
Rachel Jarry, née le 6 décembre 1991 à Melbourne, en Australie, est une joueuse australienne de basket-ball. Elle évolue au poste d'arrière.

## Biographie

### Enfance et formation
Elle est née le 6 décembre 1991 et est originaire de l'Australie.

### Carrière
Aux Jeux olympiques de 2012, elle remporte la médaille de bronze.
En 2013, elle fait ses débuts en WNBA au Lynx du Minnesota.
Elle est victime d'une blessure au genou contractée pendant un bon championnat du monde (7,7 points et 2,5 rebonds à seulement 22 ans) clos sur une médaille de bronze, ce qui la prive de la saison WNBL 2014-2015 aux Bulleen Melbourne et de la saison WNBA 2015 avec le Lynx. Elle retrouve les parquets en juillet 2015 dans le cadre de la préparation du championnat d'Océanie 2015, qualificatif pour les Jeux olympiques de 2016.
Pour la saison LFB 2016-2017, elle rejoint Montpellier. Sa saison est mitigée (4,5 points et 2,8 rebonds en moyenne par match en championnat et 9,6 points et 2,8 rebonds en Euroligue) et écourtée par une blessure au genou survenue en décembre.

### Vie de famille
En janvier 2012, elle est victime d'une attaque à Melbourne.

## Palmarès
- Médaille de bronze des Jeux olympiques de 2012 à Londres,  Royaume-Uni[4]
- Médaille de bronze du Championnat du monde 2014 en Turquie[10]